# Palmaria

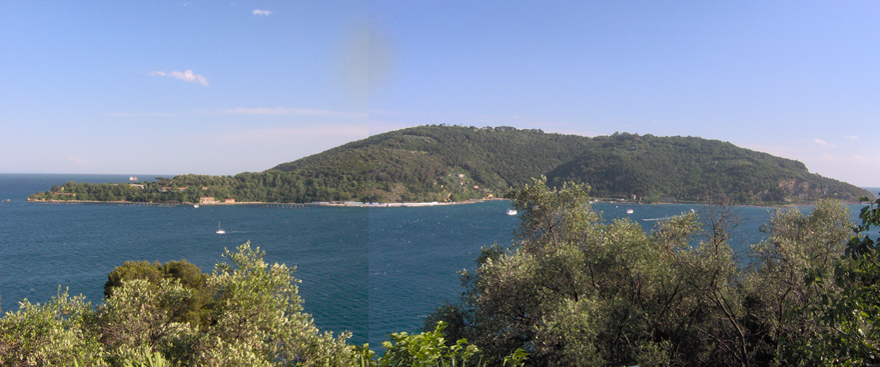
Wyspa Palmaria

Palmaria – włoska wyspa leżąca na Morzu Liguryjskim. Jej powierzchnia to 1,6 km² i jest największą wyspą archipelagu 3 blisko położonych siebie wysp (pozostałe to Tino i Tinetto) leżących blisko na południe od stałego lądu, niedaleko Portovenere. Od 1997 roku archipelag wraz z miejscowością Portovenere i Cinque Terre został wpisany na listę światowego dziedzictwa UNESCO.